# Маслов, Андрей Геннадьевич
Андрей Геннадьевич Маслов (род. 19 января 1975) — российский хоккеист, нападающий.
Всю недолгую профессиональную карьеру провёл во второй команде петербургского СКА в сезонах 1991/92 — 1995/96. В чемпионате МХЛ за СКА сыграл шесть (по другим данным — семь) матчей в октябре — декабре 1994 года.